# Östra Genastorps kvarn
Östra Genastorps kvarn är en nu nedlagd vattendriven mjölkvarn vid Helge å, strax nedströms Östra Genastorp i Osby kommun.
Kvarnen ligger på södra sidan av ån. Den har en hög undervåning i gråsten. Denna undervåning byggdes 1874. Intill låg tidigare ett sågverk som revs på 1950-talet. Den var i drift fram till 1950-talet.
Strax nedströms vattenkvarnen låg en stor fyndighet av kiselgur, som exploaterades av Skånska Kiselgur AB till 1982.